# Иля Велчев
Иля Борисов Велчев е български поет, писател, сценарист и кинорежисьор.
Той е автор на 28 книги с поезия и проза, на текстовете на над 50 песни, режисьор на 9 игрални филма и сценарист на 5 от тях, режисьор и сценарист на 3 експериментални телевизионни театрални постановки (Златен фонд на БНТ). Негови творби са преведени в Италия, Полша, Русия, Чехия, Турция, Унгария, Сирия, Ирак, Куба, Румъния, Сърбия, Германия и др.

## Биография и творчество
Роден е на 26 февруари 1947 г. в София. По линия на баща си, Борис Велчев, произхожда от древен род от Арбанаси. Генеологично изследване го свързва с Никола Лупу, ктитор на Зографския манастир в Атон, синът му Василий Лупу е княз на Молдова и основател на литературната академия Василиана.
През 1967 година излиза първата книга на Иля Велчев, „Импресии“ (издателство Народна култура).
През 1973 година дебютният му филм „Мандолината“ му донася Наградата на критиката на Първия международен кинофестивал в Багдад. Селектиран е за участие във фестивалите в Манхайм и Монтрьо. Критиката го определя за един от седемте ретроспективни филма на българското кино.
През 1974 година написва първата си песен „Майчице свята“, музика Митко Щерев, наградена на Златния Орфей.
Завършва режисура на игралния и телевизионния филм във Висшия държавен институт по кинематография в Москва с диплом за отличие.
Филмите му „Мандолината“, „Дубльорът“ и „Сладко и горчиво“ са отбелязани в Енциклопедията на българското кино като филми с принос към националното киноизкуство. Всичките му филми имат голяма публика и са продадени в чужбина. „Сладко и горчиво“ има над 1 300 000 зрители само в България.
Негови филми имат пет награди на Националния филмов фестивал „Златната роза“, две лауреатства, селекции и награди на международните кинофоруми в Берлин, Москва, Хавана, Петербург, Талин, Краков и др. С негови филми са откривани три национални прегледа на младото кино и седмици на българското кино в чужбина.
Сценарист и режисьор е на първия български игрален експериментален видеофилм „Последната възможност“. Той прокарва път за нов ефективен икономически подход при производството на филми и нова филмова естетика. Филмът е отличен с Голямата награда на зрителите „Кристална роза“ на 23-тия международен кинофестивал в Прага през 1986 г.
Режисьор е на първия ко-продукционен филмов сериал с европейска телевизия, италианската РАИ-1, „Завръщане от Рим“ – 1977 г. Той носи смели идеи в българското киноизкуство за свободата на личния избор. Филмът е продаден в много страни, включително в САЩ и Русия. Забранен от тогавашната власт заради „Нарушаване на културната политика на партията, опит за налагане на друга културна политика и пропагандиране на западен начин на живот“. Уволнен е от Българската кинематография и с години му се забранява да снима кино и да публикува книгите си. След случая със „Завръщане от Рим“ е обявен от радиоСвободна Европа за дисидент. Предложенията на западно германската филмова къща „Зенит филм“ с клон в Холивуд, да снима в чужбина са стопирани от министерство на културата през 80-те години. Стопирани са и предложенията към него и на други западни кино-продуценти. Филмите му „От другата страна на огледалото“ и „Ако те има“ са цензурирани и изрязвани в негатив.
„От другата страна на огледалото“ е селектиран за Берлинския кинофестивал, но не е изпратен. Завършването на филма съвпада със забраната на „Завръщане от Рим“.
През 1983 г. „Ако те има“ е посочен от публиката за най-добър филм, сценарий и режисура на годишната анкета на Българската кинематография.
Анкета на Съюза на писателите през 1982 г. посочва книгата му „Тайни стихотворения“ за една от петте най-търсени книги.
Поетичната книга „Любовта на въжето към птицата“, след десет години задържане в издателство Народна младеж, е претопена в началото на 1989 г., няколко дни след излизането ѝ. Романът „Филмът на живота“ през 1987 г. е обвинен на заседание на Политбюро в „Опит за дискредитиране на Политбюро и дисидентски призиви“.
Негови книги са номинирани за книги на годината. Читатели и критика определят поезията му като част от съкровищницата на българската лирика, повечето от книгите му, като новаторски в съвременната българска литература. Книгите му имат многохилядни тиражи. През 1990 г. романът „Банда“ събира сто и единадесет хиляден тираж и получава наградата на „Българска книга“ за най-търсен автор. Има стотици публикации в специализирания и периодичния печат.
Песни по негови стихове имат международни и български награди. Четири от тях са в десетте златни български песни, според класацията на БНР – „Ако си дал“, „Осъдени души“, „Стари мой приятелю“ и „Блус за двама“.
След написването на песента „Ако си дал“ през 1978 г., символ на неговата позиция и като творец, и като гражданин, е извикан на предупредителен разпит в Държавна сигурност, заради „Стихове и поведение, критични към Генералния секретар на партията“. Песента за дълго е забранена за излъчване по телевизията и радиото.
През 2015 година след гласуване „Ако си дал“ е обявена за най-великата българска песен.
През 2020 година по решение на АБРО, всички радиостанции в България излъчват песената на всеки час, в подкрепа за медиците, борещи се с пандемията Ковид 19.
„Ако си дал“ е оповестена като „Моралния химн на България“.

## Семейство
- Борис Велчев – баща. Антифашист, държавник, политик.[1]
- Русана Велчева – майка. Антифашист, деятел на Общонародния комитет на БСД.
- Милена Велчева – съпруга. Художник. Носител на наградата „Златен Витяз“ от Световния форум на изкуствата.
- Русана Велчева – дъщеря. Магистър по Стратегии за културно развитие от Авиньонския университет. Рекламен експерт.
- Владимир Велчев - брат. Дипломат. Посланик на България в Лондон, Отава, Москва.
- Борис Велчев - племенник. Главен прокурор на България (2006-2012 г.) Председател на Конституционния съд на България.
- Искра Велчева - сестра. Изкуствовед. Доцент в Художествената академия София, д-р на науките БАН.
- Борис Панкин - племенник. Театрален режисьор. Артистичен директор на Американски колеж София.

## Признание и награди
През 2012 г. му е присъдено най-високото държавно отличие за изключителни заслуги в областта на изкуството и културата – орден „Св. св. Кирил и Методий“ – I степен, което отказва да приеме.
Носител на Наградата на Съюза на българските филмови дейци за Принос към българското филмово изкуство.
Носител на Наградата за духовност „Ако си дал“ присъдена му от най-голямата обществена организация в България – Конфедерацията на независимите синдикати.

## Филмография
Режисьор
- „Мандолината“ – СИФ „Бояна“ – 1973 г.
- „Дубльорът“ – СИФ „Бояна“ – 1974 г. (сценарий – Райна Томова)
- „Сладко и горчиво“ – СИФ „Бояна“ – 1975 г. (сценарий – Любомир Левчев)
- „Завръщане от Рим“, 5 серии, СТФ „Екран“-РАИ-1, Италия – 1976 г. (сценарий – Антон Дончев)
- „От другата страна на огледалото“ – СИФ „Бояна“-ДЕФА, Германия – 1977 г. (сценарий – Антон Дончев)
- „Ако те има“ – СИФ „Бояна“ – 1983 г.
- „Последната възможност“ – СТФ „Екран“ – 1984 г.
- „Каменната гора“ – СТФ „Екран“ – 1986 г.
- „Повод за убийство“ – БНТ – 1995 г.

Сценарист
- „Мандолината“
- „Ако те има“
- „Последната възможност“
- „Каменната гора“
- „Повод за убийство“

## Телевизионен театър (режисьор и сценарист)
- „Обличането на Венера“ (по едноименната пиеса на Добри Жотев)
- „История на отживялото живуркане“, 2 части – (по „Съвременна идилия“ на Михаил Салтиков-Шчедрин и „Балалйкин и КО“ на Сергей Михалков)
- „Болшевики“, 2 части – (по едноименната пиеса на Михаил Шатров)

## Песни по негови стихове
частично представяне
- „Майчице свята“ (Митко Щерев, Мими Иванова)
- „Хризантеми“ (Митко Щерев, Лили Иванова)
- „Стари мой приятелю“ (Митко Щерев, Лили Иванова)
- „Кой ражда болката“ (Митко Щерев, Лили Иванова)
- „Не си отивай“ (Митко Щерев, Лили Иванова)
- „Осъдени души“ (Митко Щерев, Лили Иванова)
- „Обич“ (Лили Иванова)
- „Блус за двама“ (Митко Щерев, Диана Експрес)
- „Ако си дал“ (Емил Димитров)
- „Старите огнища“ (Митко Щерев, Емил Димитров)
- „Ако можех да избирам майчице“(„Мои бели коне“) (Емил Димитров)
- „Без грим“ (Емил Димитров)
- „Ретро любов“ (Емил Димитров)
- „Моят смях“ (Емил Димитров)
- „Частно ченге“ Емил Димитров)
- „Мефисто“ (Емил Димитров)
- „Убий ме за това...“ (Емил Димитров)
- „Спомен мил, спомен мой“ (Атанас Косев, Сигнал)
- „Дай ми любов“ (Сигнал)
- „Девет кръга“ (Митко Щерев, Лили Иванова)
- „Ябълката на греха“ (Митко Щерев, Диана Експрес)
- „Ако те има“ (Найден Андреев, Орлин Горанов)
- „Любов назаем“ (Стефан Димитров, Тони Томова)
- „Обичай ме за пет минути“ (Митко Щерев, Орлин Павлов)

Книгата на Иля Велчев „Блус за двама – поезия в музика“ съдържа стиховете за двадесет и девет от най-известните му песни и истории свързани с тях.